# Battlestar Galactica (serial telewizyjny 1978)
Battlestar Galactica (pol. Gwiazda bojowa Galaktyka) – serial telewizyjny z gatunku science fiction, wyprodukowany w roku 1978. W roku 1980 powstała kontynuacja Galactica 1980. Serial był w całości emitowany w Polsce. W roku 2003 rozpoczęto emisję remake'u Battlestar Galactica.

## Obsada
- Richard Hatch – kapitan Apollo
- Dirk Benedict – porucznik Starbuck
- Lorne Greene – komandor Adama
- John Colicos – hrabia Baltar
- Maren Jensen – Atena
- Noah Hathaway – Boxey (dziecko)
- Jane Seymour – Serina, zginęła w piątym odcinku
- Herbert Jefferson Jr. – porucznik Boomer
- Tony Swartz – sierżant Jolly
- Laurette Spang – Kasjopeja
- Terry Carter – pułkownik Tigh
- Ed Begley Jr. – chorąży  Greenbean
- Rick Springfield – Zac
- Anne Lockhart – porucznik Sheba
- David Greenan – Omega
- Sarah Rush – kapral Rigel
- Lloyd Bridges – pułkownik Cain w odc. 15 i 16
- Patrick Macnee – głos władcy Cylonów

W epizodach wystąpili m.in.: Fred Astaire, John de Lancie, Britt Ekland.

## Opis fabuły
Rasa ludzka toczy wyniszczającą wojnę z Cylonami, zbuntowanymi cyborgami. Po latach zmagań Cyloni wycofali się i zniknęli w przestrzeni kosmicznej, jednak wojna nie została zakończona. Po latach, w wyniku podstępu uzyskują dostęp do systemów obronnych Dwunastu Kolonii i przypuszczają atak, w wyniku którego rasa ludzka zostaje pokonana. Z pogromu ocalał jeden okręt bojowy, Battlestar Galactica oraz pewna liczba statków cywilnych. Załoga Galactiki musi wyruszyć na poszukiwanie zaginionej, trzynastej kolonii – Ziemi.